# Městský hrad v Banské Štiavnici
Městský hrad nebo Starý zámek je zachovalý hradní komplex v Banské Štiavnici. Nachází se v centru města na úpatí vrchu Paradajs v nadmořské výšce 630 metrů a vznikl na přelomu 15. a 16. století přestavbou a opevněním farního kostela. Dnes slouží jako sídlo vlastivědného muzea a Slovenského hornického muzea.

## Historie
Banskoštiavnický městský hrad vznikl jako renesanční protiturecká pevnost z románsko-gotického kostela Panny Marie ze začátku 13. století, který byl počátkem 16. století přebudován a opevněn. Základ komplexu tak tvoří trojlodní, původně románská, dnes gotická bazilika, kterou doplňuje kostnice (kaple svatého Michala).

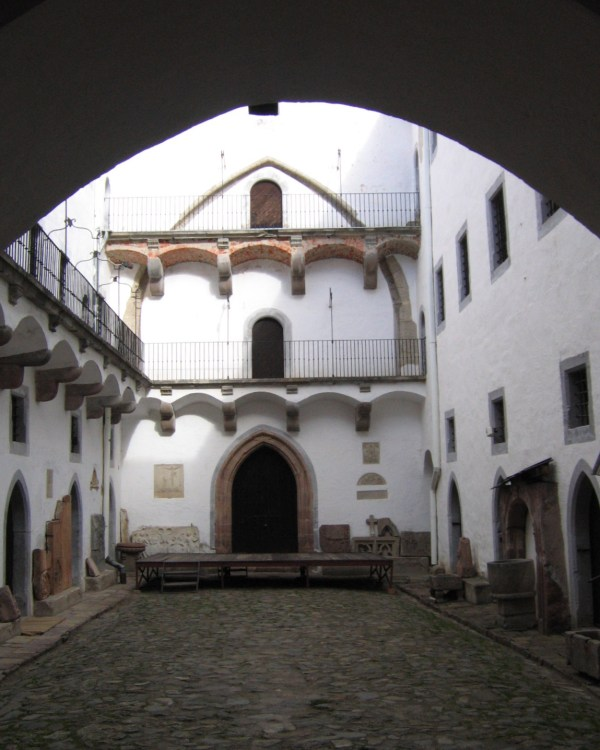
Nádvoří hradu

Vzniku Starého zámku, který je písemně doložen v roce 1486, předcházelo poškození již částečně opevněné baziliky vojáky Šimona Rozgoniho v roce 1442. Vypálený kostel utrpěl další škody i při silném zemětřesení v roce 1443, a tak se časem přistoupilo k jeho rekonstrukci. V letech 1495 až 1515 byl kostel přestavěn na baziliku a k opevnění přibyly oblé bašty a střílny na děla. Opevnění doplňoval příkop a val, které byly dokončeny po zvýšení tureckého ohrožení, které zároveň změnilo celou přestavbu komplexu. Výrazným zpevněním zdí baziliky vznikla obranná pevnost – městský hrad, který měl chránit horní město.
V 60. letech 16. století byly provedeny další úpravy a poslední výraznější práce na obranném komplexu byly provedeny v roce 1777, kdy byla přestavěna vstupní věž. V 19. století, kdy už původní funkce pevnosti pominula, sloužila jeho část pro potřeby městského archivu, knihovny, městské policie, ale i jako ledovna řezníků či tělocvična. Od 1. července 1900 slouží Starý zámek jako městské muzeum a komplex je od roku 1950 národní kulturní památkou.